# Freshwater Stadium
El Freshwater Stadium es un estadio multiusos ubicado en Port Vila, capital de Vanuatu.

## Historia
Fue inaugurado en mayo de 2022 con financiamiento de la FIFA hecho desde 2018. Cuenta con capacidad para 6500 espectadores y el proyecto estuvo a cargo de Qualao Consulting, y su costo fue de Vt400 millones.
El estadio fue la sede de la Liga de Campeones de la OFC 2023, siendo este el primer torneo de la OFC organizado en Vanuatu.